# André Pollmächer
Frank André Pollmächer (* 22. März 1983 in Riesa) ist ein ehemaliger deutscher Langstreckenläufer, der seinen größten Erfolg mit dem Sieg beim 10.000-Meter-Europacup 2007 in Ferrara errang.
Seit Herbst 2013 arbeitet er hauptamtlich als Trainer im Laufbereich.

## Werdegang
Pollmächer begann früh mit dem Laufsport und wurde 1998 als 15-Jährige von Bernd Dießner entdeckt. Seitdem trainierte er unter Dießner beim LAC Erdgas Chemnitz. Nach gut einem Jahr der Zusammenarbeit wurde Pollmächer Deutscher Jugendmeister im Straßenlauf.
Bei den U23-Europameisterschaften gewann er 2005 die Silbermedaille über 10.000 Meter.
2006 qualifizierte sich Pollmächer zusammen mit Jan Fitschen für die Europameisterschaften über 10.000 Meter und wurde Siebter.
Im Jahr 2007 gewann Pollmächer überraschend beim 10.000-Meter-Europacup in Ferrara. Das war zuvor mit Dieter Baumann erst einem Deutschen gelungen. Anfang Juni 2007 steigerte er dann seine 10.000-m-Bestzeit im belgischen Dommelhof auf 27:55,66 Minuten und war damit über diese Distanz schnellster Deutscher seit Baumann. Außerdem qualifizierte er sich im selben Jahr für die Weltmeisterschaften über 10.000 Meter; musste aber seinen Start aufgrund von Kniebeschwerden absagen.
2008 wechselte Pollmächer auf die Straße und gab in Frankfurt sein Marathondebüt in einer Zeit von 2:14:18 h. Im darauffolgenden Jahr verbesserte in Düsseldorf seine persönliche Bestzeit auf 2:13:09 h. Bei den Weltmeisterschaften 2009 startete er im Marathonlauf, den er mit einem 18. Platz als bester deutscher und fünftbester europäischer Läufer beendete. Nach diesem Lauf beendete er zunächst seine Karriere und wurde in Chemnitz Nachfolger seines Trainers Bernd Dießner, der in den Ruhestand ging.
Nach einem Jahr Trainertätigkeit entschloss sich Pollmächer zu einem Comeback als Läufer, wechselte zu rhein-marathon düsseldorf e. V. und teilte bei einer Pressekonferenz mit, dass er unter seinem neuen Trainer, Ronald Weigel, sich für die Olympischen Spiele 2012 vorbereiten wollte. Doch seine Vorbereitung wurde durch eine venöse Blutung gestört. Schließlich musste er seine Teilnahme am Düsseldorf-Marathon, bei dem er die Qualifikation erreichen wollte, mit Hüftproblemen und einem Achillessehnenriss absagen. 2013 gab er beim Berlin-Marathon sein Comeback und verbesserte seine persönliche Bestleistung auf 2:13:05 h. Am 30. März 2014 verbesserte er beim Berliner Halbmarathon seine persönliche Bestleistung im Halbmarathon auf 1:02:47 h. Beim Düsseldorf-Marathon 2014 erbrachte Pollmächer den geforderten Leistungsnachweis für die Leichtathletik-Europameisterschaften 2014 in Zürich mit einer Zeit von 2:13:58 h. Beim EM-Marathon im August 2014 lief er mit einer Zeit von 2:14:51 h auf Platz 8.
Im April 2016 gab er sein Karriereende bekannt und arbeitet seither als Trainer. Schon während seiner Karriere hatte Pollmächer ab Oktober 2013 die Mittel- und Langstreckenläufer bei ART Düsseldorf trainiert.
Im November 2016 wechselte er als hauptamtlicher Trainer zur Leichtathletikabteilung des FC Schalke 04. Außerdem betreute er im Laufbereich den Perspektivkader des Fußball- und Leichtathletik-Verbandes Westfalen.
Nach zweieinhalb Jahren auf Schalke ging Pollmächer nach Niedersachsen und arbeitet seit Herbst 2019 als Nachwuchstrainer Lauf am Landesstützpunkt in Hannover.
Während seiner Karriere hat Pollmächer eine Ausbildung bei der Bundespolizei absolviert.  Bei einer Größe von 1,79 m lag sein Wettkampfgewicht bei 58 kg. Seine Schwester ist die 400-Meter-Läuferin Anja Pollmächer (u. a. Teilnehmerin der Juniorenweltmeisterschaften 2004).

## Erfolge

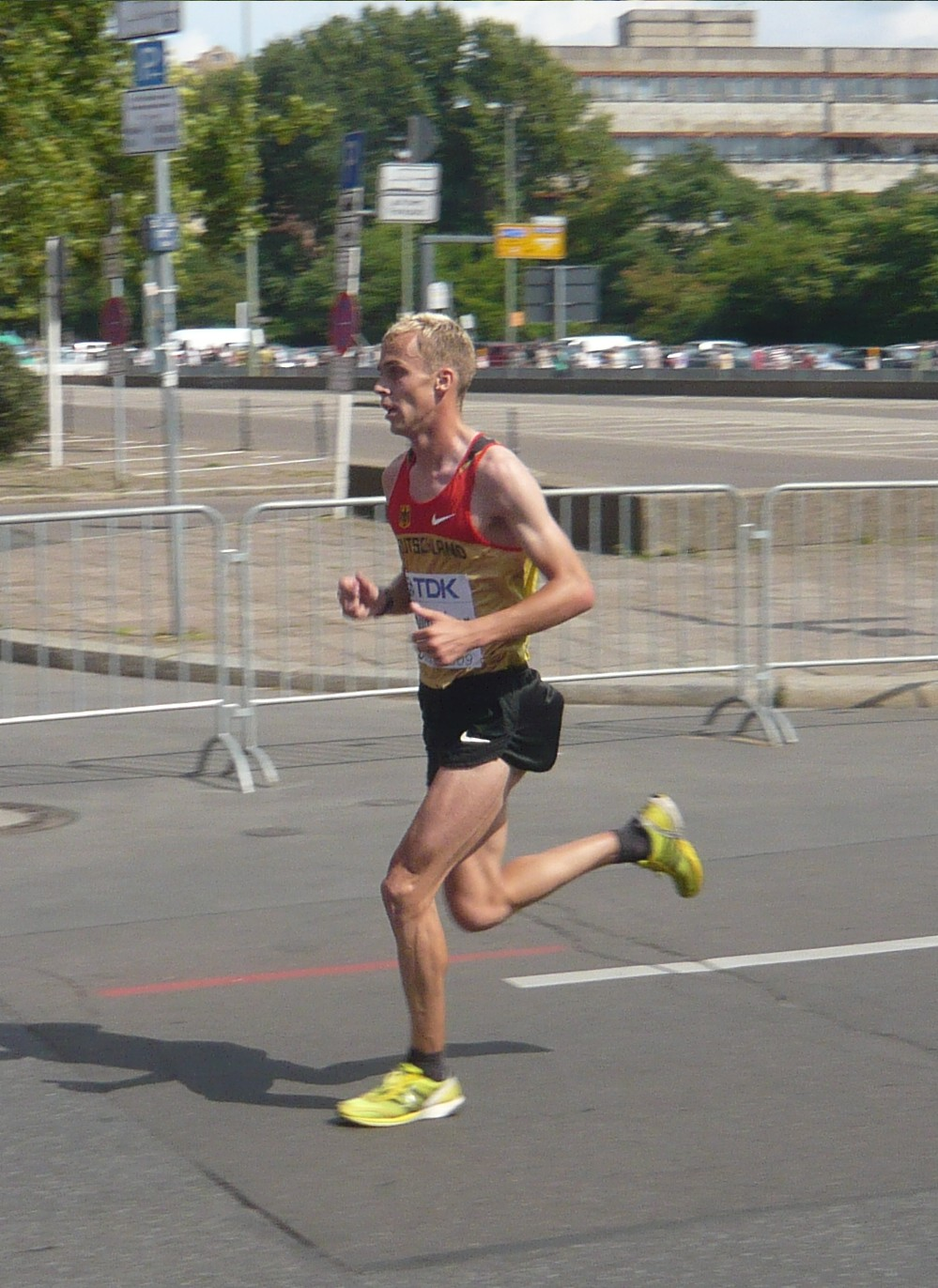
André Pollmächer bei den Leichtathletik-Weltmeisterschaften 2009 in Berlin, Marathon, bei Kilometer 40

| Jahr | Erfolge                                 | Disziplin         |
| ---- | --------------------------------------- | ----------------- |
| 2001 | Deutscher Jugendmeister                 | 5000 Meter        |
| 2001 | 6. Platz Junioreneuropameisterschaften  | 5000 Meter        |
| 2003 | 4. Platz Deutsche Meisterschaften       | 5000 Meter        |
| 2003 | 7. Platz U23-Europameisterschaften      | 5000 Meter        |
| 2004 | Deutscher Juniorenmeister               | 5000 Meter        |
| 2005 | U23-Vizeeuropameister                   | 10.000 Meter      |
| 2005 | Deutscher Vizemeister                   | 10.000 Meter      |
| 2006 | 3. Platz Deutsche Meisterschaften       | 10.000 Meter      |
| 2006 | Deutscher Vizemeister                   | 5000 Meter        |
| 2006 | 7. Platz Europameisterschaften          | 10.000 Meter      |
| 2007 | 3. Platz Deutsche Hallenmeisterschaften | 3000 Meter        |
| 2007 | Europacupsieger                         | 10.000 Meter      |
| 2009 | Deutscher Meister                       | Halbmarathon      |
| 2009 | 18. Platz Weltmeisterschaften           | Marathon          |
| 2011 | Deutscher Meister                       | Halbmarathon      |
| 2011 | 3. Platz Europacup                      | 10.000 Meter      |
| 2014 | 8. Platz Europameisterschaften          | Marathon          |
| 2014 | Deutscher Meister                       | 10 km Straßenlauf |

## Persönliche Bestleistungen
| Disziplin    | Leistung     | Datum          | Ort                      |
| ------------ | ------------ | -------------- | ------------------------ |
| 1500 Meter   | 3:43,65 min  | 7. August 2005 | Neustadt an der Waldnaab |
| 3000 Meter   | 7:57,18 min  | 5. August 2005 | Neustadt an der Waldnaab |
| 5000 Meter   | 13:47,74 min | 18. Mai 2005   | Koblenz                  |
| 10.000 Meter | 27:55,56 min | 2. Juni 2007   | Dommelhof                |
| Halbmarathon | 1:02:47 h    | 30. März 2014  | Berlin                   |
| Marathon     | 2:13:05 h    | 29. Sep 2013   | Berlin                   |